# Reput
Reput – wieś w Bośni i Hercegowinie, w Federacji Bośni i Hercegowiny, w kantonie środkowobośniackim, w gminie Novi Travnik. W 2013 roku liczyła 190 mieszkańców, z czego większość stanowili Boszniacy.